# Pierre Éric Pommellet
Pierre Éric Pommellet, né le 6 octobre 1964, est le président-directeur général de Naval Group depuis le 24 mars 2020.

## Biographie

### Jeunesse
Originaire de Brest, Pierre Éric Pommellet est le fils d'un directeur de chantier de construction de l’île Longue à Brest et le petit-fils du directeur du site de Nantes-Indret. Diplômé de l’Ecole polytechnique en 1984, de Sup Aero, il obtient un master en 1989 et du Massachusetts Institute of Technology (MIT) en 1990. Il intègre à sa sortie de l'École polytechnique le Corps des ingénieurs de l'armement.

### Carrière
En 1990, il est affecté, comme ingénieur de l'armement de la Direction générale de l'Armement (DGA), au laboratoire de recherches balistiques et aérodynamiques de Vernon, chargé des systèmes de navigation des sous-marins nucléaires lanceurs d'engins (SNLE) de la classe Le Triomphant, de la direction des constructions navales qu'il intègre pour la première fois, en 1994, en tant que chef du département Navigation, jusqu'en 1995.
En novembre 1995, Pierre Éric Pommellet est nommé conseiller technique puis chef de cabinet (avril 1996) de Jean-Pierre Raffarin, ministre des petites et moyennes entreprises, du commerce et de l'artisanat.
Entre 1997 et 2001, il est directeur technique du département d'ingénierie de l'entité navigation à Valence puis en 2001, dirige l'usine de Bordeaux, en 2004, l'ensemble des activités des équipements militaires de la division aéronautique et enfin, en 2008, la direction des activités de service de la division aéronautique avant d'exercer les fonctions de directeur de la division aéronautique en 2009.
Entre 2010 et 2017, il devient directeur général adjoint de la Global Business Unit des systèmes de missions de défense.
Enfin, il a occupé le poste de directeur général Opérations et Performances chez Thales de 2017 à 2020.
Pierre Éric Pommellet prend le poste de président-directeur général de Naval Group au début de la crise sanitaire et du premier confinement, le 24 mars 2020,.
Durant son mandat, en septembre 2021, le Premier ministre australien annonce la signature d'un partenariat stratégique avec les États-Unis et le Royaume-Uni (AUKUS), mettant de fait fin au contrat portant sur une commande pour l'Australie de 12 sous-marins à propulsion conventionnelle d'un montant de 35 milliards d'euros.
Il est élu président du syndicat des industries navales (Gican) le 30 juin 2021 et nommé président du conseil des industries de défense françaises (CIDEF) le 1er janvier 2023.

## Vie privée
Pierre Éric Pommellet est passionné d'aviation, il est aussi pilote d’avion qualifié vol aux instruments.

## Distinctions
- chevalier de la Légion d'honneur[11]
- chevalier de l'ordre national du Mérite[12]